# گسستن
گسستن (به انگلیسی: Breaking Away) فیلمی ۱۰۰ دقیقه‌ای به کارگردانی پیتر ییتس با بازی دنیس کریستوفر محصول کشور ایالات متحده آمریکا است.